# HMS Calliope (1914)
Pour les autres navires du même nom, voir HMS Calliope.
 (février 2025).
Le contenu est difficilement compréhensible vu les erreurs de traduction, qui sont peut-être dues à l'utilisation d'un logiciel de traduction automatique.
Le HMS Calliope est un croiseur léger de classe C de la Royal Navy, en construction au début de la Première Guerre mondiale. Le Calliope et son navire jumeau (sister-ship) Champion étaient basés sur le croiseur précédent HMS Caroline. Il s’agissait de navires d’essai pour l’utilisation de turbines à engrenages, ce qui se traduisait par une cheminée de moins. Ils ont également reçu un blindage légèrement plus épais. Ils ont conduit à la première unité de la sous-classe Cambrian.

## Construction
Huit croiseurs légers furent commandés pour la Royal Navy dans le budget de 1913. Les six navires de la sous-classe Caroline utilisaient des moteurs à turbine à entraînement direct conventionnel, mais les deux suivants, les HMS Calliope et HMS Champion, avaient des moteurs de conception différente utilisant une réduction orientée pour correspondre aux vitesses de travail optimales des turbines et des hélices. Cela faisait suite à des conceptions expérimentales commandées en 1911 à l’aide de turbines à haute pression orientées pour les destroyers Badger et Beaver et en 1912 utilisant l’engrenage pour les turbines à haute pression et basse pression dans les destroyers Leonidas et Lucifer. Les HMS Champion et Calliope ont testé différents modèles.
Le HMS Calliope a été construit par Chatham Dockyard à Chatham (Kent). Sa quille quille a été posée en janvier 1914, il a été lancé le 17 décembre 1914 et achevé en juin 1915.
Le HMS Calliope avait quatre arbres d'hélice utilisés dans la conception du HMS Caroline, contrairement aux deux utilisés dans le Champion. L’engrenage a augmenté l’efficacité de la transmission de l’énergie à l’eau, ce qui a permis d’utiliser de plus petites chaudières et turbines qu’autrement. La puissance nominale de conception pour la même vitesse cible a donc été réduite de 40 000 ch dans la classe Caroline à 37 500 ch. La vitesse maximale de rotation de l’hélice était de 480 tours par minute.

## Histoire

### Première Guerre mondiale
Mis en service en juin 1915, le HMS Calliope est affecté à la Grand Fleet pour servir comme navire amiral de la 4e Escadre de croiseurs légers. Il fut gravement endommagé le 19 mars 1916 par un incendie de mazout dans sa chaufferie alors qu’il était en mer, mais il fut réparé à temps pour être l’un des cinq navires de la 4e Escadre de croiseurs légers à la bataille du Jutland du 31 mai au 1er juin 1916. Sous le commandement du commodore Charles E. Le Mesurier, le HMS Calliope reçoit un certain nombre de coups au but juste avant la tombée de la nuit le 31 mai (notamment par les cuirassés allemands Kaiser et Markgraf), et 10 de ses membres d’équipage sont tués.
En septembre 1917, le HMS Calliope aida à couler quatre chalutiers dragueurs de mines allemands en mer du Nord au large des côtes du Jutland.

### Après-guerre
En mars 1919, le HMS Calliope est mis en service avec la 8e Escadre de croiseurs légers de la North America and West Indies Station (station d’Amérique du Nord et des Antilles). Il subit en octobre 1919 un autre incendie dans la salle des machines, dans l’océan Atlantique au large des Açores. Il retourne à Devonport pour y effectuer des réparations, qui ont eu lieu entre novembre 1919 et mars 1920, puis il est remis en service à la station nord-américaine et des Antilles. Il retourne au Royaume-Uni en décembre 1920 pour une remise en état et paye[Quoi ?] au Nore en janvier 1921. Il se trouvait dans la réserve de Nore d’octobre 1921 à mai 1924, lorsqu’il fut mis en service à la 2e Escadre de croiseurs de la Flotte de l’Atlantique.
Entre 1925 et 1926, le HMS Calliope a servi à transporter des troupes avant de payer[Quoi ?] le contrôle des chantiers navals au Nore en avril 1926 pour une remise en état. Entre 1927 et 1928, il est de nouveau utilisé pour les opérations de transport de troupes, devenant le navire de l’officier supérieur de la Marine dans la réserve de Nore en décembre 1927. En septembre 1928, il a reçu sa dernière commission, cette fois avec la 3e Escadre de croiseurs dans la flotte de Méditerranée, qui a pris fin en janvier 1930 quand il a payé[Quoi ?] dans la réserve à Portsmouth Dockyard.

### Élimination
Le HMS Calliope est transféré au contrôle du chantier naval en janvier 1931. Il a été vendu à la ferraille le 28 août 1931 à Thos W Ward d'Inverkeithing, en Écosse,

## Distinctions
Le HMS Calliope reçut un honneur de bataille pour la bataille du Jutland en 1916.